# Sebastian Solan Speth von Zwiefalten
Freiherr Sebastian Solan Speth von Zwiefalten (* 1754 in Obermarchtal; † 3. April 1812) war ein österreichischer Feldmarschallleutnant.

## Leben
Sebastian Solan Speth von Zwiefalten entstammte der alten württembergischen Adelsfamilie Speth, zu der vordem schon Dietrich Spät gehörte, eine Persönlichkeit in der württembergischen Historie.
Er trat 1773 bei den Royal Alemand-Dragoner in französische Dienste und wurde 1792 zum Oberstleutnant befördert; nachdem das Regiment am 1. Februar 1793 in kaiserliche Dienste übernommen worden war, wurde er in seinem Dienstgrad bestätigt.
Er beteiligte sich am Feldzug 1793 und zeichnete sich im Gefecht bei Avesnes-le-Sec am 12. September 1793 durch seine Bravour besonders aus.
Im Mai 1799 wurde er zum Oberst im 6. Kürassier-Regiment befördert und nach dem Luneviller Frieden in gleicher Eigenschaft zu den Savoyen-Dragonern versetzt; dort übernahm am 16. April 1802 das Regiment Erzherzog Johann.
Zuletzt kämpfte er, nachdem er am 15. November 1803 zum Generalmajor ernannt worden war, in den Feldzügen der Jahre 1805 in Deutschland und 1809 in Polen. In Polen nahm er in Krakau im August 1805 mit dem Regiment, dessen Inhaber Johann von Österreich war, an einer Musterung teil; nach Beendigung der Musterung wurden die Haarzöpfe abgeschnitten, nachdem der Haarzopf in der ganzen Armee abgeschafft worden war.
Am 25. August 1809 wurde er zum k. u. k. Feldmarschallleutenant befördert.

### Gefecht bei Avesnes-le-Sec
Nachdem die Festung Le Quesnoy in der Nacht vom 11. zum 12. September 1793 in kaiserlichen Besitz gefallen war, sollte diese von den Franzosen wieder eingenommen werden. Bei deren Herannahen rückten kaiserliche Truppen den Franzosen entgegen, unter anderem auf der linken Seite der Generalmajor Graf Heinrich von Bellegarde mit sechs Schwadronen Kaiser-Husaren und in der Front Oberst Fürst Johann I. Josef von Liechtenstein mit dem Chevaulegers-Regiment Kinsky und von der rechten Seite das Kürassier-Regiment Nassau mit einer Schwadron Royal Allemand-Dragoner.
Mit vier Zügen seines eigenen Regiments und zwei Zügen Nassauer-Dragoner, die der Rittmeister Chevalier de Brady kommandierte, griff Sebastian Solan Speth von Zwiefalten, ohne erst einen Befehl abzuwarten, unter heftigstem Geschützfeuer, die Vorteile des Geländes ausnutzend und den richtigen Moment der Attacke wählend, den mehr als zehnmal überlegenen Feind an und warf diesen mit großem Verlust zurück.
Nach dem Gefecht wurde festgestellt, dass über 2000 Franzosen gefallen waren und ebenso viele gefangen wurden; sämtliche 18 Geschütze, fünf Fahnen und 3000 Gewehre wurden erbeutet. Die kaiserlichen Verluste betrugen ungefähr 100 Tote und Verletzte.

## Ehrungen und Auszeichnungen
Für seine Leistungen beim Gefecht bei Avesnes-le-Sec erhielt Sebastian Solan Speth von Zwiefalten das Ritterkreuz des Maria Theresien-Ordens.